# Anillo trivial
Un anillo trivial es un anillo definido por un singulete, {\displaystyle \{r\}}. Las operaciones del anillo (suma y producto) son triviales: 
{\displaystyle r\times r=r}
{\displaystyle r+r=r\,}
Este anillo es claramente conmutativo. Su único elemento es el elemento identidad para ambas operaciones.
Un anillo {\displaystyle R} es trivial si y solo si {\displaystyle 1=0}, esta igualdad implica que para todo {\displaystyle r\in R} se cumple {\displaystyle r=r\times 1=r\times 0=0}.
El anillo trivial también se le denomina anillo nulo, ya que {\displaystyle \{0\}} es un anillo con las operaciones estándares de la adición y la multiplicación.